# امپرا
امپرا (به لاتین: Ampara) یک منطقهٔ مسکونی در سری‌لانکا است که در بخش امپرا واقع شده‌است.

## خصوصیات
امپرا ۲۰٬۳۰۹ نفر جمعیت دارد.